# Strażnica Straży Granicznej w Szypliszkach
Strażnica Straży Granicznej w Szypliszkach – nieistniejąca obecnie graniczna jednostka organizacyjna Straży Granicznej realizująca zadania bezpośrednio w ochronie granicy państwowej z Republiką Litewską.

## Formowanie i zmiany organizacyjne
Strażnica Straży Granicznej w Szypliszkach (Strażnica SG w Szypliszkach) została utworzona 4 października 1993 roku, zarządzeniem Komendanta Głównego Straży Granicznej w strukturach Podlaskiego Oddziału Straży Granicznej .
W 1995 roku na stan etatowy 28 funkcjonariuszy SG stan ewidencyjny wynosił 19 osób.
W ramach reorganizacji struktur Straży Granicznej związanej z przygotowaniem Polski do wstąpienia, do Unii Europejskiej i  przystąpieniem do Traktatu z Schengen. Podczas restrukturyzacji wprowadzono kompleksową ochronę granicy już na najniższym szczeblu organizacyjnym tj. strażnica i graniczna placówka kontrolna. Wprowadzona całościowa ochrona granicy zniosła podział na graniczne jednostki organizacyjne ochraniające tylko tzw. „zieloną granicę” i prowadzące tylko kontrole ruchu granicznego. W wyniku tego, 2 stycznia 2003 roku Strażnica SG w Szypliszkach została rozformowana i ochraniany odcinek wraz z obsadą etatową przejęła Graniczna Placówka Kontrolna Straży Granicznej w Budzisku (GPK SG w Budzisku) .

## Ochrona granicy
Strażnica SG w Szypliszkach do 4 maja 2000 roku ochraniała odcinek granicy państwowej o długości ok. 27 km. Od 5 maja 2000 roku po utworzeniu strażnicy Straży Granicznej w Puńsku, odcinek odpowiedzialności służbowej został skrócony do 10,5 km.

### Wydarzenia
- 1993 – 5 sierpnia zakończono remont budynku w Szypliszkach, w którym planowano utworzyć strażnicę Straży Granicznej. Budynek i działka o powierzchni 0,5 ha wykupiona została od Spółdzielni Rolniczej za sumę 2 mld. 232 mln starych zł[7].
- 1993 – 4 października nastąpiło oficjalne otwarcie strażnicy[7].
- 1995 – 24 kwietnia w ramach operacji „skrzydło” w rejon województwa łomżyńskiego i suwalskiego skierowano nieetatowe grupy funkcjonariuszy do prowadzenia obserwacji i przeciwdziałania nielegalnym przelotom i przerzutom emigrantów drogą powietrzną. Wydzielone siły ze strażnic, kompanii odwodowych i Wydziału Ochrony Granicy Państwowej (WOGP) działały przez okres pół roku[8].
- 1996 – 25 listopada przebywała w strażnicy SG w Szypliszkach delegacja MSW niemieckich landów: Brandenburgii, Meklemburgii, Saksonii oraz Urzędu Senatora SW Berlina. Z polskiej strony gościom towarzyszyli: Stanisław Korciński przedstawiciel MSW, ppłk SG Leszek Bieńkowski Zastępca Komendanta Głównego SG i Komendant Podlaskiego Oddziału SG. Celem wizyty było zapoznanie się z warunkami służby[9].
- 1998 – 28 kwietnia przybyła do strażnicy oddelegowana pierwsza grupa żołnierzy Nadwiślańskich Jednostek Wojskowych, celem wzmocnienia ochrony granicy poprzez wspólne pełnienie służby granicznej[a][10].
- 1998 – 23 listopada na odcinku Podlaskiego Oddziału SG nielegalnie przekroczyła granicę państwową w ciągu ostatnich lat największa grupa nielegalnych imigrantów. Liczyła 113 obywateli różnych narodowości, między innymi z Afganistanu, Pakistanu, Indii. Grupa została zatrzymana w okolicach Suwałk, Sejn i Puńska[11][12]. Litewscy przemytnicy postanowili przerzucić grupę około 180 imigrantów, pozostałych zatrzymały służby litewskie[1] .
- 1999 – luty, strażnica otrzymała na wyposażenie samochody osobowo-terenowe Land Rover[13], motocykle marki KTM i czterokołowce typu TRX marki Honda[14].

### Strażnice sąsiednie
- Strażnica SG w Rutce-Tartak ⇔ Strażnica SG w Sejnach – 04.10.1993[7]
- Strażnica SG w Rutce-Tartak ⇔ Strażnica SG w Puńsku – 05.05.2000[15].

## Komendanci strażnicy
- kpt. SG Jerzy Kogaczewski (był w 2000)[16].